# Waldemar Titzenthaler

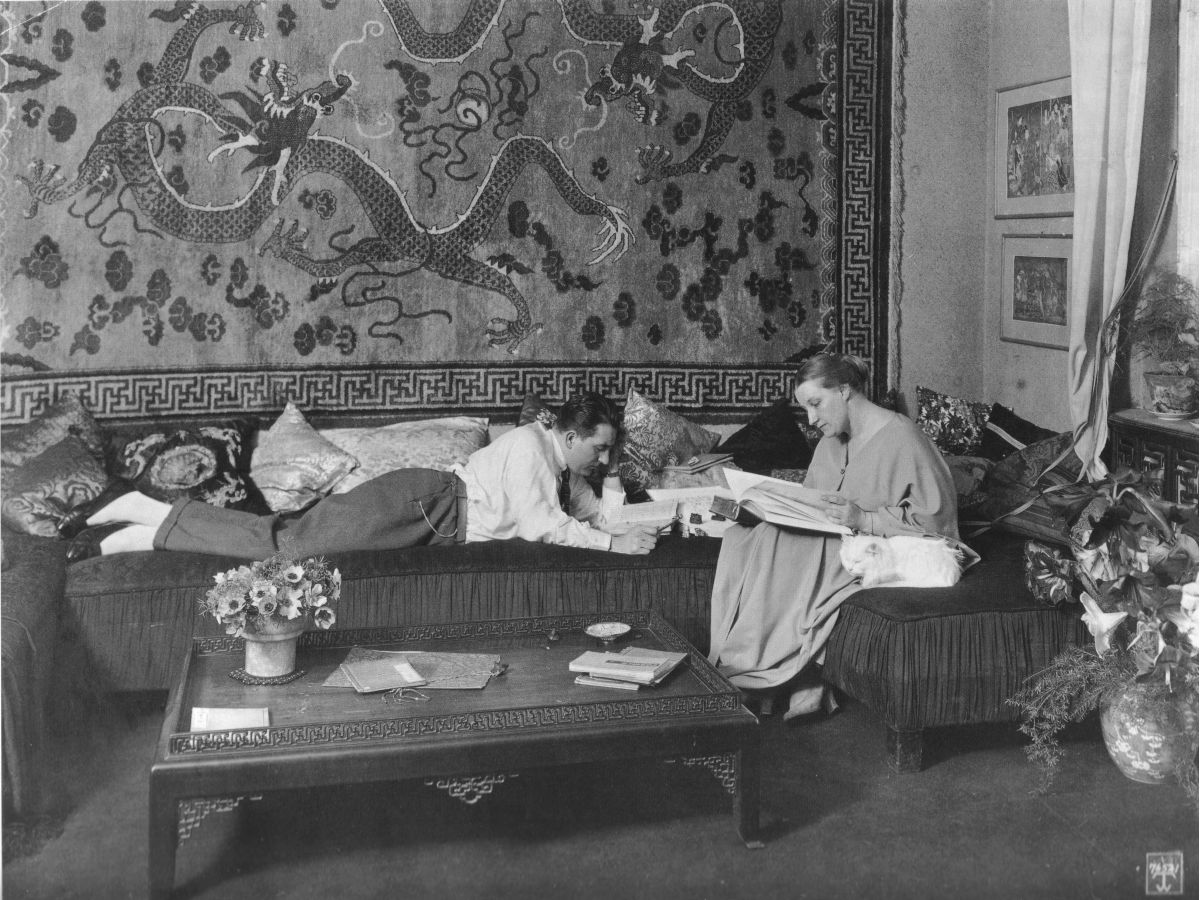
Waldemar Titzenthaler: Fritz Lang a Thea von Harbou ve svém berlínském bytě, časopis Die Dame, asi 1923-1924

Waldemar Franz Hermann Titzenthaler (19. srpna 1869 v Lublani, Slovinsko – 7. března 1937 v Berlíně) byl německý fotograf.

## Životopis
Waldemar Titzenthaler se narodil jako syn dvorního fotografa Franze Titzenthalera z Oldenburgu. V letech 1886 až 1889 se vyučil fotografem u Karla Wundera v Hannoveru. Po pobytu v Oldenburgu, Hannoveru, Bertechsgadenu, Lipsku, Lausanne a Královci odešel roku 1896 do Berlína, kde nastoupil jako fotograf u firmy Zander und Labisch, jež pracovala převážně pro časopis Berliner Illustrirte Zeitung. Roku 1897 se osamostatnil a založil vlastní fotoateliér a brzy se stal jedním z prvních německých reklamních fotografů. K jeho zákazníkům patřili důležití berlínští podnikatelé.
Od roku 1901 byl členem Svobodného fotografického sdružení Berlína a v letech 1907 až 1911 předseda Fotografického spolku Berlína, jehož členové jej později jmenovali čestným mistrem svého cechu. Od roku 1910 byl soudním znalcem v oboru fotografie, od roku 1912 navíc i znalcem berlínské obchodní komory.
V letech 1912 až 1931 pracoval pro časopis Die Dame, který vydávalo nakladatelství Ullstein Verlag. V této době vyfotografoval mezi jinými i byty známých herců, zpěváků, režisérů a architektů. Od roku 1934 bydlel v berlínské čtvrti Lichterfelde.
V letech 1922/1923 byl Titzenthaler předsedou berlínské sekce Německého a rakouského svazu alpinistů. Jako zastánce německé nacionální ideologie prosazoval radikální antisemitismus. Roku 2003 byla proto po něm pojmenovaná horská cesta na Hochjochhospiz v nejzazší části údolí Ötztal přejmenována na Cestu Cypriana Granbichlera. Pamětní deska stojící na soukromém pozemku však jeho jméno stále připomíná.

## Sbírka Waldemara Titzenthalera
Vdově po Titzenthalerovi se podařilo zachránit část fotoarchivu před běsněním druhé světové války. Začátkem padesátých let byly tyto fotografické desky pocházející z let 1896 až 1920 získány od Landesbildstelle Berlin a dnes jsou v majetku Zemského archivu v Berlíně. Muzeum kamen a keramiky ve Veltenu vystavuje také některé jeho fotografie.

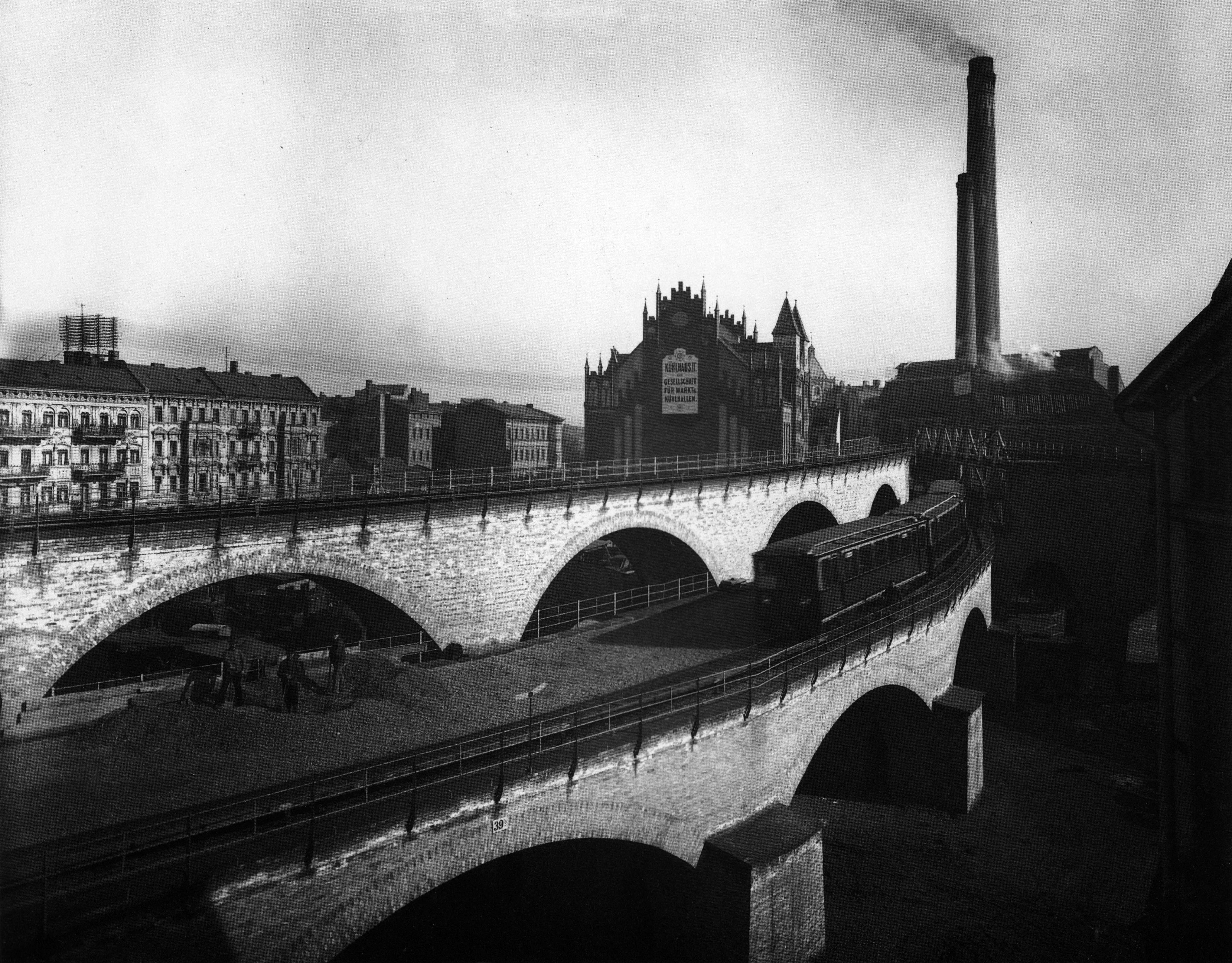
Železniční uzel v Berlíně, 1902
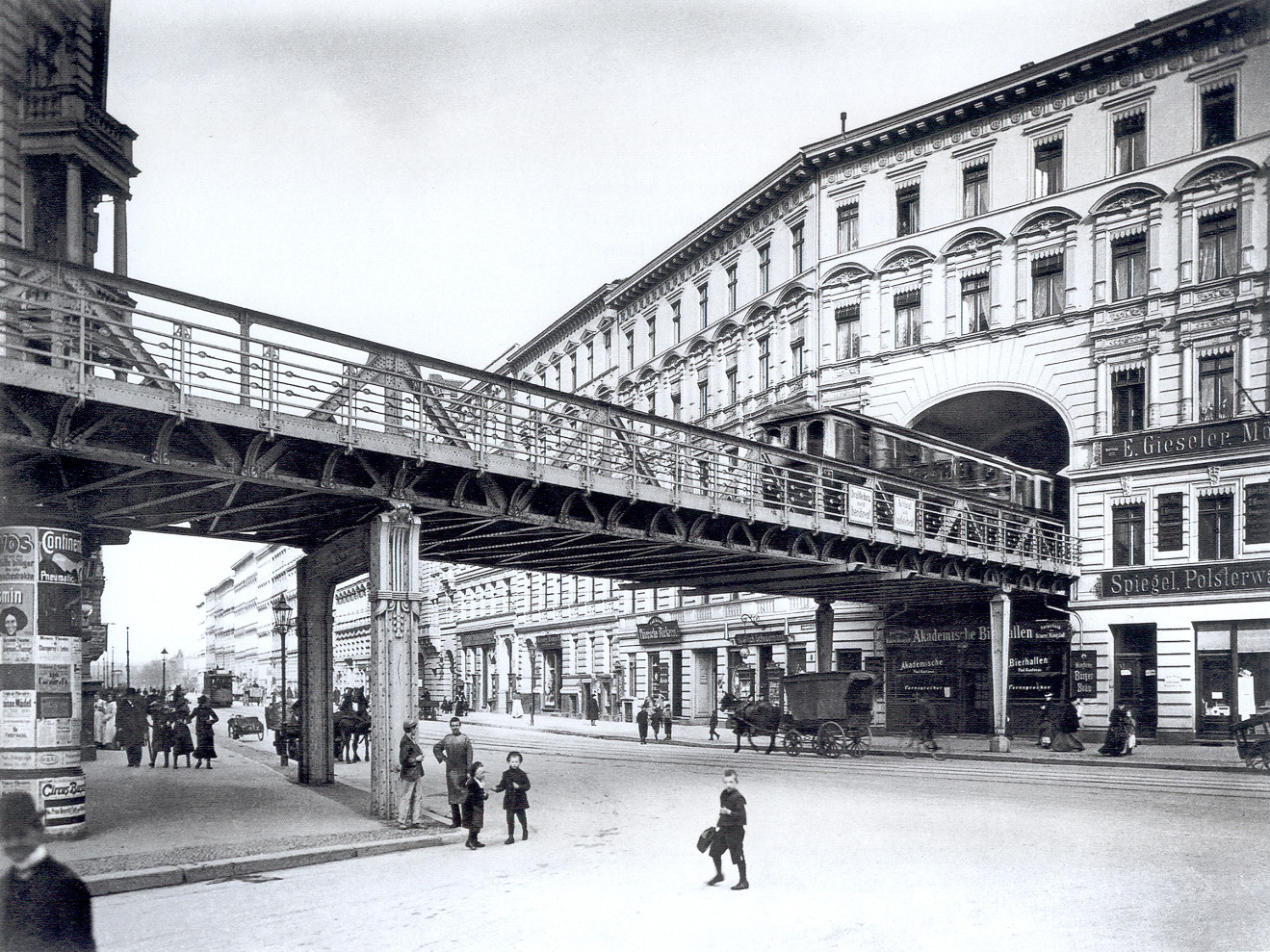
Průjezd metra v Berlíně Dennewitzstraße, 1905
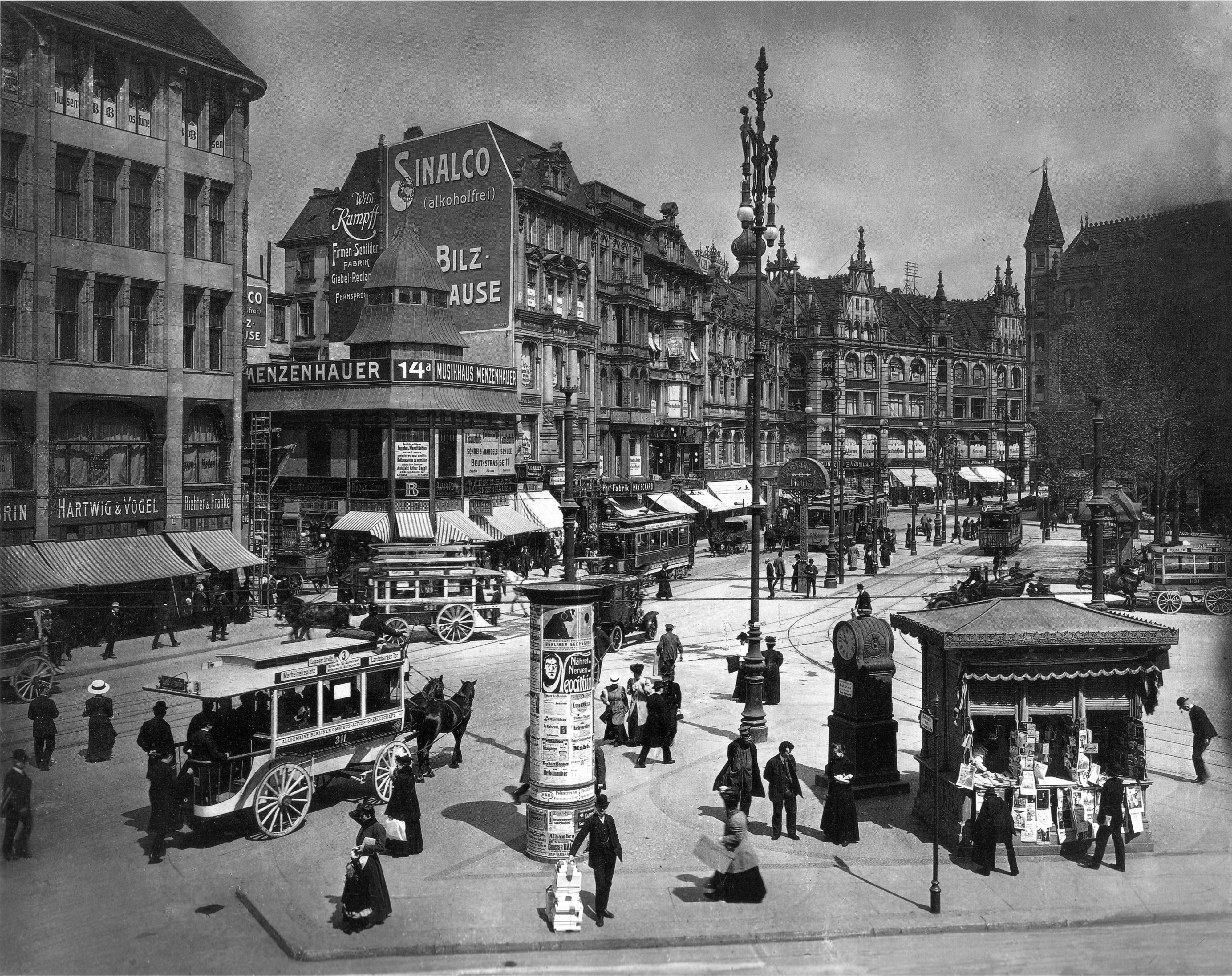
Spittelmarkt v Berlíně, 1909
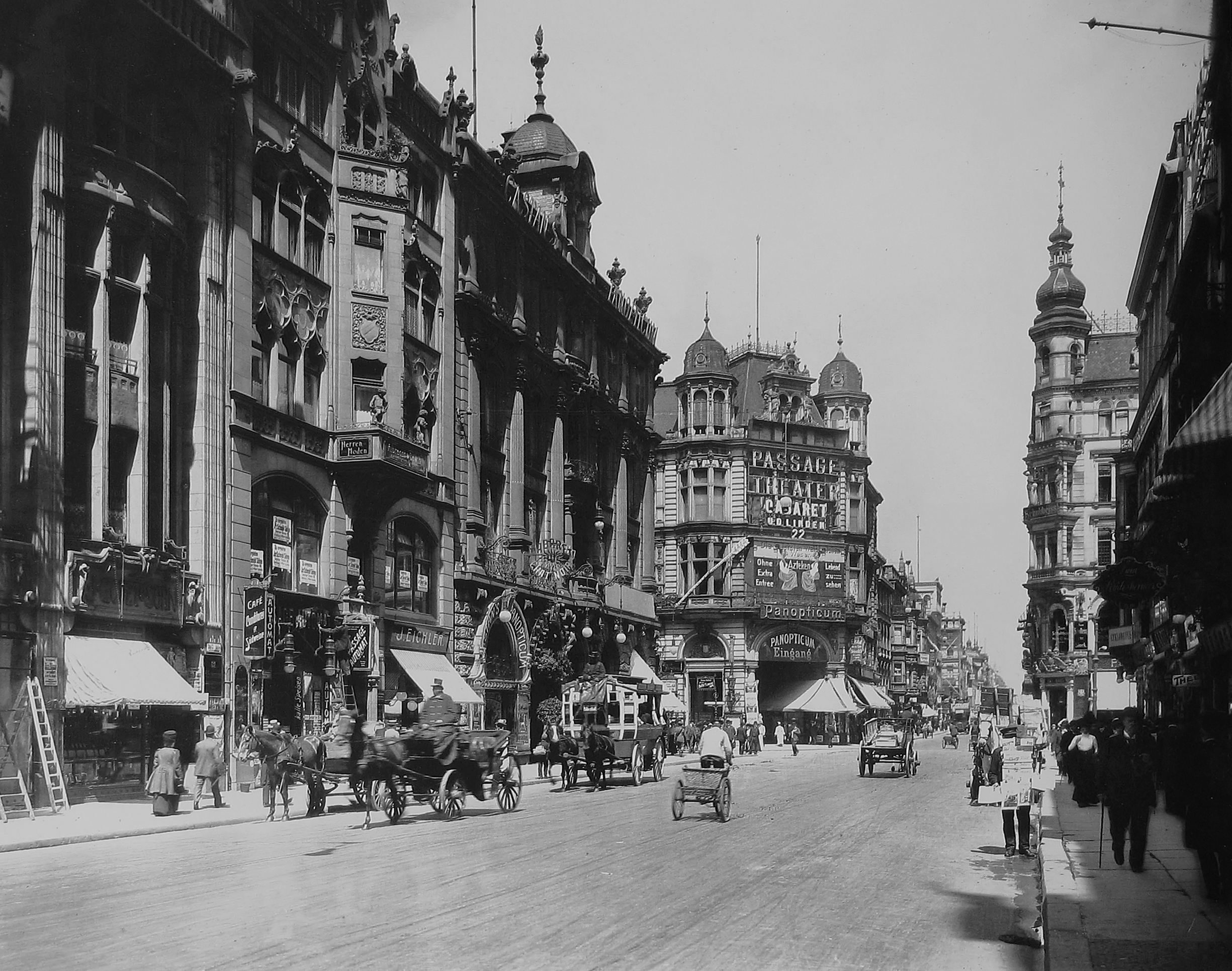
Friedrichstraße v Berlíně, 1909

## Výstavy
- „Fotografien von Waldemar Titzenthaler: Unterwegs in Deutschland und Europa“ od 17. října 2008 do 27. února 2009 v Landesarchiv Berlin
- Výstava „Schwesternschaftsjahre 1875 bis heute“, DRK-Schwesternschaft Berlin v Marienheimu (dnes DRK Kliniken Berlin | Pflege & Wohnen Mariendorf) sbírka Titzenthalerových fotografií, snímků sester a veteránů první světové války